# Frederico António de Schwarzburg-Rudolstadt
Frederico António de Schwarzburg-Rudolstadt (14 de Agosto de 1692 - 1 de Setembro de 1744) foi o príncipe governante de Schwarzburg-Rudolstadt de 1718 até à sua morte.

## Biografia
Frederico era o filho mais velho do príncipe Luís Frederico I de Schwarzburg-Rudolstadt e da sua esposa, a duquesa Ana Sofia de Saxe-Gota-Altemburgo. Tinha três irmãos e nove irmãs, mas em 1713 a lei de primogenitura foi introduzia nos principados de Schwarzburg e por isso tornou-se o único príncipe governante de Rudolstadt em 1718.
A sua educação foi organizada principalmente pelos seus avós. Frederico António foi encorajado a estudar religião e várias ciências. Interessava-se particularmente por poesia e chegou mesmo a escrever alguns poemas.
Entre 1716 e 1731, o principado esteve nas garras da Agitação de Balisius, assim chamada devido ao advogado Johann Georg Balisius. O governo tentou aumentar a carga tributária, o que levou à agitação em 1716. O povo recorreu a todos os meios disponíveis para se opor ao aumento e exigiu mesmo que os impostos fossem reduzidos. No final, o governo venceu, mas o risco de revolta permaneceu.
O príncipe lidava pouco com assuntos governamentais, delegando essa tarefa ao seu chanceler, Georg Ulrich of Beulwitz, o verdadeiro responsável pelas políticas do governo. Os seus súbditos conheciam bem esta situação, mas acham que Beulwitz não tinha capacidades para governar.
Em 1727, o príncipe deu permissão a duas famílias judaicas para viver em Immenrode (actualmente parte de Sondershausen). Entre 1727 e 1737, mais nove famílias judaicas receberam o mesmo privilégio. Estas famílias tornaram-se na maior comunidade judaica do Principado de Schwarzburg-Rudolstadt durante os séculos XVIII e XIX.
Em 1732, cerca de 2000 refugiados de Salzburgo chegaram a Rudolstadt. Eram protestantes que tinham sido expulsos da região quando esta tornou o catolicismo obrigatório em 1731. Foram recebidos com o tocar dos sinos e um serviço religioso na Igreja de São André em Rudolstadt. A maioria estabeleceu-se em Uhlstedt. Frederico António aceitou estes refugiados em resposta a um pedido escrito do rei Frederico Guilherme I da Prússia que tinha convidado os protestantes de Salzburgo a viver na Prússia com uma "patente de emigração" de 1731 e a sua "patente de convite" de 1732. Quando chegaram demasiados protestantes à Prússia, Frederico Guilherme escreveu aos príncipes dos principados vizinhos, pedindo-lhes que recebessem e alimentassem alguns destes refugiados. Podemos ter uma noção mais clara da escala deste fluxo tendo em conta que chegavam grupos de mil pessoas de cada vez quando Rudolstadt tinha apenas cerca de quinhentos e quarenta habitantes.
Frederico António teve de lidar com vários contratempos financeiros, algo que achava complicado. O seu irmão Guilherme Luís estava sempre a acumular dívidas e Frederico teve de ajudá-lo financeiramente várias vezes. Em 1726, houve um incêndio no antigo Castelo de Schwarzburg. Em 1735, o Castelo de Heideckburg ficou completamente destruído também por causa de um incêndio. Em 1737, Frederico António mandou construir um novo edifício no local onde anteriormente se localizava o Castelo de Heidecksburg. Em 1741, foi colocado um busto do príncipe por cima do portão principal do pátio. A obra ficou completa em Novembro de 1744.

## Casamentos e Descendência
A 8 de fevereiro de 1720, Frederico António casou-se em Saalfeld com a duquesa Sofia Guilhermina de Saxe-Coburgo-Saalfeld. O casal teve os seguintes filhos:
1. João Frederico de Schwarzburg-Rudolstadt (8 de janeiro de 1721 - 10 de julho de 1767), casado com a duquesa Bernardina Cristina Sofia de Saxe-Weimar-Eisenach; com descendência.
2. Sofia Guilhermina de Schwarzburg-Rudolstadt (4 de junho de 1723 - 13 de setembro de 1723), morreu aos três meses de idade.
3. Sofia Albertina de Schwarzburg-Rudolstadt (30 de Julho de 1724 - 5 de abril de 1799), morreu solteira e sem descendência.

Sofia Guilhermina morreu em 1727. Dois anos depois, no dia 6 de janeiro de 1729, Frederico António voltou a casar-se, desta vez com a princesa Cristina Sofia da Frísia Oriental, filha do príncipe Cristiano Everardo da Frísia Oriental. Não houve descendência deste casamento.

## Genealogia
| Frederico António de Schwarzburg-Rudolstadt | Pai: Luís Frederico I de Schwarzburg-Rudolstadt | Avô paterno: Alberto António de Schwarzburg-Rudolstadt | Bisavô paterno: Luís Günther I de Schwarzburg-Rudolstadt |
| Frederico António de Schwarzburg-Rudolstadt | Pai: Luís Frederico I de Schwarzburg-Rudolstadt | Avô paterno: Alberto António de Schwarzburg-Rudolstadt | Bisavó paterna: Emília de Oldenburg-Delmenhorst          |
| Frederico António de Schwarzburg-Rudolstadt | Pai: Luís Frederico I de Schwarzburg-Rudolstadt | Avó paterna: Emília Juliana de Barby-Mühlingen         | Bisavô paterno: Alberto Frederico I de Barby-Mühlingen   |
| Frederico António de Schwarzburg-Rudolstadt | Pai: Luís Frederico I de Schwarzburg-Rudolstadt | Avó paterna: Emília Juliana de Barby-Mühlingen         | Bisavó paterna: Sofia Ursula de Barby-Mühlingen          |
| Frederico António de Schwarzburg-Rudolstadt | Mãe: Ana Sofia de Saxe-Gota-Altemburgo          | Avô materno: Frederico I de Saxe-Gota-Altemburgo       | Bisavô materno: Ernesto I de Saxe-Gota                   |
| Frederico António de Schwarzburg-Rudolstadt | Mãe: Ana Sofia de Saxe-Gota-Altemburgo          | Avô materno: Frederico I de Saxe-Gota-Altemburgo       | Bisavó materna: Isabel Sofia de Saxe-Altemburgo          |
| Frederico António de Schwarzburg-Rudolstadt | Mãe: Ana Sofia de Saxe-Gota-Altemburgo          | Avó materna: Madalena Sibila de Saxe-Weissenfels       | Bisavô materno: Augusto de Saxe-Weissenfels              |
| Frederico António de Schwarzburg-Rudolstadt | Mãe: Ana Sofia de Saxe-Gota-Altemburgo          | Avó materna: Madalena Sibila de Saxe-Weissenfels       | Bisavó materna: Ana Maria de Mecklemburgo-Schwerin       |